# 的士 (电视剧)
《的士》（英語：Taxi）是一部美国情景喜剧，1978年9月12日至1982年5月6日在美国广播公司播出，1982年9月30日至1983年6月15日在美国全国广播公司播出。该剧赢得了18项艾美奖，包括三项喜剧类最佳剧集。该剧聚焦于纽约市少数出租车司机的日常生活，以及他们滥用职权的签派员。本剧由约翰·查尔斯·沃尔特斯公司与派拉蒙网络电视公司联合制作，由詹姆斯·L·布鲁克斯、斯坦·丹尼尔斯、大卫·戴维斯和艾德·温伯格创作。